# جورج بوواتر
جورج بوواتر (انگلیسی: George Bowater; ۲۶ اکتبر ۱۹۱۱ – 1966 (aged 54 or 55)) بازیکن فوتبال اهل بریتانیا بود.
از باشگاه‌هایی که در آن بازی کرده‌است می‌توان به باشگاه فوتبال پیتربورو یونایتد، باشگاه فوتبال برافورد پارک آونیو، باشگاه فوتبال منزفیلد تاون، و باشگاه فوتبال یورک سیتی اشاره کرد.